# Бидгоське воєводство
Би́дгоське воєво́дство (пол. Województwo bydgoskie) — колишнє (у 1947—1998) воєводство Польщі, в історичній області Куявія. Адміністративним центром було місто Бидгощ. Площа 10,3 тисяч км², населення 1685 тис. осіб (1959).
Рельєф — переважно рівнинний, на півночі злегка горбистий.
Клімат — помірно континентальний; середня температура січня —2,1°, липня — +18,4° (Бидгощ), опадів 500—600 мм на рік. Значні масиви соснових лісів (Тухольська пуща та ін.).
Судноплавні річки: Вісла, Брда, Нотець. Бидгоський канал (система Вісла — Одра). Бидгоське воєводство — зростаючий індустріально-аграрний район.
Промисловість: машинобудування, харчова (особливо цукрова — 18,5 %, 1957) загального виробництва цукру в країні), хімічна (содова, суперфосфатна, деревообробна, целюлозно-паперова та ін.
Важливі промислові центри: Бидгощ, Іновроцлав, Влоцлавек, Торунь, Грудзьондз.
До 60 % території під орними землями. Основні сільськогосподарські культури — зернові (53 %) і картопля (15 %); серед інших найбільшу питому вагу мають цукрові і кормові буряки. Тваринництво м'ясо-молочного напряму.
Через територію воєводства проходили залізниці, що зв'язували Сілезію і центральні райони країни з портами Ґданськ і Гдиня.
1 січня 1999 року ввійшло до складу Куявсько-Поморського воєводства

## Районні адміністрації
| Районна адміністрація в Бидгощі     |                                 |  |                         |
| 1                                   | гміна Біле Блота                |  | Біле Блота              |
| 2                                   | місто Бидгощ                    |  | Бидгощ                  |
| 3                                   | гміна Домброва-Хелмінська       |  | Домброва-Хелмінська     |
| 4                                   | гміна Добрч                     |  | Добрч                   |
| 5                                   | гміна Короново                  |  | Короново                |
| 6                                   | гміна Мроча                     |  | Мроча                   |
| 7                                   | гміна Накло-над-Нотецем         |  | Накло-над-Нотецем       |
| 8                                   | гміна Нова-Весь-Велька          |  | Нова Весь-Велика        |
| 9                                   | гміна Осельсько                 |  | Осельсько               |
| 10                                  | гміна Садкі                     |  | Садкі                   |
| 11                                  | гміна Сіценко                   |  | Сіценко                 |
| 12                                  | гміна Солець-Куявський          |  | Солець Куявський        |
| Районна адміністрація в Хойницях    |                                 |  |                         |
| 1                                   | гміна Бруси                     |  | Бруси                   |
| 2                                   | гміна Цекцин                    |  | Цекцин                  |
| 3                                   | місто Хойніце                   |  | Хойніце                 |
| 4                                   | гміна Хойніце                   |  | Хойніце                 |
| 5                                   | гміна Черськ                    |  | Черськ                  |
| 6                                   | гміна Ґостицин                  |  | Ґостицин                |
| 7                                   | гміна Камень-Краєнський         |  | Камень-Краєнський       |
| 8                                   | гміна Кенсово                   |  | Кенсово                 |
| 9                                   | гміна Любево                    |  | Любево                  |
| 10                                  | гміна Семпульно-Краєнське       |  | Семпульно-Краєнське     |
| 11                                  | гміна Сошно                     |  | Сосьно                  |
| 12                                  | гміна Слівіце                   |  | Слівиці                 |
| 13                                  | гміна Тухоля                    |  | Тухоля                  |
| 14                                  | гміна Венцборк                  |  | Венцборк                |
| Районна адміністрація в Іновроцлаві |                                 |  |                         |
| 1                                   | гміна Домброва                  |  | Домброва                |
| 2                                   | гміна Домброва-Біскупія         |  | Домброва-Біскупя        |
| 3                                   | гміна Ґневково                  |  | Гневково                |
| 4                                   | місто Іновроцлав                |  | Іновроцлав              |
| 5                                   | гміна Іновроцлав                |  | Іновроцлав              |
| 6                                   | гміна Яніково                   |  | Яніково                 |
| 7                                   | гміна Єзьора-Вельке             |  | Єзьора-Велике           |
| 8                                   | гміна Крушвиця                  |  | Крушвиця                |
| 9                                   | гміна Моґільно                  |  | Моґільно                |
| 10                                  | гміна Пакосць                   |  | Пакосць                 |
| 11                                  | гміна Роєво                     |  | Роєво                   |
| 12                                  | гміна Стшельно                  |  | Стшельно                |
| 13                                  | гміна Тшемешно                  |  | Тшемешно                |
| 14                                  | гміна Злотники-Куявські         |  | Злотники-Куявські       |
| Районна адміністрація у Свеце       |                                 |  |                         |
| 1                                   | гміна Буковець                  |  | Буковець                |
| 2                                   | гміна Драгач                    |  | Драґач                  |
| 3                                   | гміна Джицим                    |  | Джицим                  |
| 4                                   | гміна Єжево                     |  | Єжево                   |
| 5                                   | гміна Льняно                    |  | Льняно                  |
| 6                                   | гміна Нове                      |  | Нове                    |
| 7                                   | гміна Осе                       |  | Осе                     |
| 8                                   | гміна Прущ                      |  | Прущ                    |
| 9                                   | гміна Свеце                     |  | Свеце                   |
| 10                                  | гміна Свекатово (від 1991 року) |  | Сьвекатово              |
| 11                                  | гміна Варлюбе                   |  | Варлюбе                 |
| Районна адміністрація у Жніні       |                                 |  |                         |
| 1                                   | гміна Барцин                    |  | Барцин                  |
| 2                                   | гміна Ґонсава                   |  | Ґонсава                 |
| 3                                   | гміна Яновець-Велькопольський   |  | Яновець-Велькопольський |
| 4                                   | гміна Кциня                     |  | Кциня                   |
| 5                                   | гміна Лабішин                   |  | Лабішин                 |
| 6                                   | гміна Роґово                    |  | Роґово                  |
| 7                                   | гміна Шубін                     |  | Шубін                   |
| 8                                   | гміна Жнін                      |  | Жнін                    |

## Міста
Чисельність населення на 31.12.1998
| - Бидгощ – 386 855 - Іновроцлав – 79 534 - Хойніце – 40 229 - Свеце – 27 084 - Накло-над-Нотецем – 20 108 - Солець Куявський – 14 641 - Жнін – 14 401 - Тухоля – 14 235 - Моґільно – 12 675 | - Короново – 10 640 - Черськ – 9 500 - Шубін – 9 330 - Крушвиця – 9 310 - Семпульно-Краєнське – 9 300 - Яніково – 9 100 - Барцин – 7 800 - Тшемешно – 7 600 - Гневково – 7 200 | - Стшельно – 6 000 - Венцборк – 5 800 - Пакосць – 5 800 - Кциня – 4 700 - Бруси – 4 500 - Лабішин – 4 400 - Мроча – 4 300 - Яновець-Велькопольський – 4 100 - Камень-Краєнський – 2 300 |

## Населення
| Рік         | 1975    | 1980     | 1985     | 1990     | 1995     | 1998     |
| Чисельність | 995 100 | 1036 000 | 1083 800 | 1110 800 | 1131 800 | 1136 900 |